# 原発震災
原発震災（げんぱつしんさい、英語: Genpatsu-shinsai）とは、原子力発電所（原発）が地震で大事故を起こし、通常の震災と放射能災害とが複合・増幅しあう破局的災害のことである。

## 概説
地震学者・石橋克彦による造語。石橋は、『科学』1997年10月号の論文「原発震災--破滅を避けるために」にて、以下の危険性を警告した。
地震が街に被害を及ぼすと同時に原発にも事故を発生させ、通常の震災に加えて放射性物質による被曝でも多くの人が死傷する。原発から大量の放射性物質が漏れ出すと、被曝を恐れ、地震被災地に救援物資や応援部隊を送り込むことができなくなる。交通網の寸断で避難も難しくなる。
1999年の東海村JCO臨界事故発生や、東海地震による浜岡原子力発電所の大事故の危険性の指摘などにより、原発震災についての議論が深められていった。
2007年7月16日の新潟県中越沖地震では、柏崎刈羽原子力発電所が想定を超える揺れにより損傷し、火災が発生。放射性物質漏洩も確認されるなど、警告が現実のものとなった。
イギリスの「タイムズ」は、 Genpatsu-shinsai: the language of disaster that is stalking Japan （原発震災：日本に忍びよる大惨事の言葉）の見出しで、＜日本語には世界的に有名な、死を意味するツナミ、カミカゼ、ヒロシマなど恐ろしい言葉があるが、ゲンパツシンサイもその一つに加わるのかもしれない。石橋克彦教授ら学者たちは原発の建設について政府に対し、強く警告してきた＞との記事を掲載。欧米でも、この語が用いられるようになった。

## 論文・寄稿
- 柳町秀一「論点 根本が間違っている原発震災対策」『前衛』第696号、日本共産党中央委員会、1998年2月、147-149頁、ISSN 13425013、NAID 40002187144。
- 石橋克彦「「原発震災」が襲う (特集 核からの脱却)」『軍縮問題資料』第214号、宇都宮軍縮研究室、1998年8月、26-31頁、ISSN 02870177、NAID 40004435567。
- 服部ゆう子「原発と原発震災(上)日本とドイツの比較」『軍縮問題資料』第223号、宇都宮軍縮研究室、1999年5月、74-80頁、ISSN 02870177、NAID 40004435663。
- 服部ゆう子「原発と原発震災(下)日本とドイツの比較」『軍縮問題資料』第224号、宇都宮軍縮研究室、1999年6月、62-69頁、ISSN 02870177、NAID 40004435678。
- 「原発震災と日本列島」『金曜日』第7巻第32号、金曜日、1999年8月、9-20頁、NAID 40005027479。
- 海渡雄一, 広瀬隆「対談 列島壊滅の原発事故が起きる (原発震災と日本列島)」『金曜日』第7巻第32号、金曜日、1999年8月、10-13頁、NAID 40005027480。
- 石橋克彦「大地震直撃地に集中する原発 (原発震災と日本列島)」『金曜日』第7巻第32号、金曜日、1999年8月、14-17頁、NAID 40005027481。
- 明石昇二郎「シミュレーション・ノンフィクション「原発震災」 東海大地震で日本人の20人に1人が被曝死する--中央防災会議「想定震源域」見直しへ」『サンデ-毎日』第80巻第12号、毎日新聞社、2001年3月、142-147頁、ISSN 00395234、NAID 40001490768。
- 石橋克彦, 村田光平「対談 迫り来る原発震災の恐怖」『世界』第741号、岩波書店、2005年7月、218-225頁、ISSN 05824532、NAID 40006721885。
- 森本宏「志賀原発運転差し止め判決と原発震災(1)"耐震設計審査指針"こそ問題」『消防通信』第33巻第12号、消防通信社、2006年12月、11-13頁、ISSN 09170987、NAID 40015233205。
- 森本宏「志賀原発運転差し止め判決と原発震災(4)30年放置した"耐震設計指針"の改訂」『消防通信』第34巻第3号、消防通信社、2007年3月、13-15頁、ISSN 09170987、NAID 40015406832。
- 森本宏「志賀原発運転差し止め判決と原発震災(5)これでよいか官と民の情報隠蔽体質」『消防通信』第34巻第4号、消防通信社、2007年4月、25-27頁、ISSN 09170987、NAID 40015450421。
- 森本宏「中越沖地震による原発損傷は日本亡国の一里塚か?(2)東海地震による「原発震災」がしのびよる」『消防通信』第34巻第9号、消防通信社、2007年9月、14-16頁、ISSN 09170987、NAID 40015638104。
- 立石雅昭「NEWSを読み解く 新潟中越沖地震と史上初の原発震災」『経済科学通信』第115号、基礎経済科学研究所、2007年12月、4-7頁、ISSN 0385065X、NAID 40015817531。
- 「特集 原発震災と情報操作」『社会評論』第153号、スペース伽耶、2008年、66-88頁、ISSN 03853217、NAID 40015982825。
- 山田耕作「福島原発震災に対する物理学者の責任は重い(会員の声)」『日本物理学会誌』第66巻第6号、日本物理学会、2011年、459-460頁、doi:10.11316/butsuri.66.6_459、ISSN 0029-0181、NAID 110008661962。
- 齊藤春光「原発震災の構図 (特集 東日本大震災と原発事故)」『国労文化』第498号、国鉄労働組合教宣部、2011年、72-83頁、NAID 40018848243。
- 伴英幸「原発震災--何が起きたか (特集 今こそ脱原発!)」『アジェンダ』第33号、アジェンダ・プロジェクト、2011年、6-15頁、NAID 40018889828。
- 三上治「大震災・原発震災と帰路の日本列島」『流砂』第4号、『流砂』編集委員会、2011年、10-25頁、NAID 40018960735。
- 村上朝子「被曝のリスクをどう減らすか (原発震災)」『金曜日』第19巻第11号、金曜日、2011年3月、16-17頁、NAID 40018723211。
- 冨田きよむ「物資も情報も届かない (原発震災)」『金曜日』第19巻第11号、金曜日、2011年3月、20-21頁、NAID 40018723213。
- 恩田勝亘「「東京電力」という名の罪深き企業 (原発震災)」『金曜日』第19巻第11号、金曜日、2011年3月、26-27頁、NAID 40018723216。
- 東井怜「浜岡原発をそっこく止めろ! (原発震災)」『金曜日』第19巻第11号、金曜日、2011年3月、28-29頁、NAID 40018723217。
- 「徹底追及 原発震災 命よりも電力なのか」『金曜日』第19巻第15号、金曜日、2011年4月、14-27頁、NAID 40018764457。
- 高木仁三郎「"負の財産"プルトニウムにしがみつく日本政府 (原発震災) -- (警告されていた原発震災)」『金曜日』第19巻第16号、金曜日、2011年4月、52-55頁、NAID 40018764502。
- 石橋克彦「福島原発震災--大自然に対する無謀な戦いに敗れた今,最善の戦後処理を急げ (2011大震災)」『科学』第81巻第5号、岩波書店、2011年5月、411-416頁、ISSN 00227625、NAID 40018756754。
- 吉岡斉「福島原発震災の政策的意味 (特集 東日本大震災--危機を生きる思想)」『現代思想』第39巻第7号、青土社、2011年5月、74-87頁、NAID 40018779913。
- 山崎久隆「原発震災--何を教訓にするのか (東日本大震災に想う)」『あごら』第329号、BOC出版部、2011年5月、82-92頁、ISSN 13435817、NAID 40018887415。
- 「徹底追及 原発震災 命を蝕む被曝基準--これでは子どもも原発労働者も守れない」『金曜日』第19巻第21号、金曜日、2011年6月、14-21頁、NAID 40018819723。
- 佐藤万作子「騙されて、福島第一原発で働かされた--線量計も放射線管理手帳もなく (原発震災)」『金曜日』第19巻第23号、金曜日、2011年6月、16-18頁、NAID 40018842982。
- 樫本喜一「リスクのブラックホール--不可視化されたリスクが露呈した福島原発震災」『科学』第81巻第7号、岩波書店、2011年7月、699-703頁、ISSN 00227625、NAID 40018847338。
- 柳町秀一「起こるべくして起きた「福島原発震災」 (特集 3・11 復興への3つの視点)」『学習の友』第695号、学習の友社、2011年7月、56-63頁、NAID 40018881084。
- 浦野晴夫「原発震災と法人税改革の視点 (特集号 「地震国」日本の税制改革のあり方)」『税制研究』第60号、税制経営研究所、2011年7月、27-34頁、ISSN 09112243、NAID 40018908200。

## 関連図書
- 『科学』編集部：編『原発と震災 この国に建てる場所はあるのか』（2011年、岩波書店）
- 石橋克彦『原発震災 警鐘の軌跡』（2012年、七つ森書館）